# Santa Eulalia (Mérida)

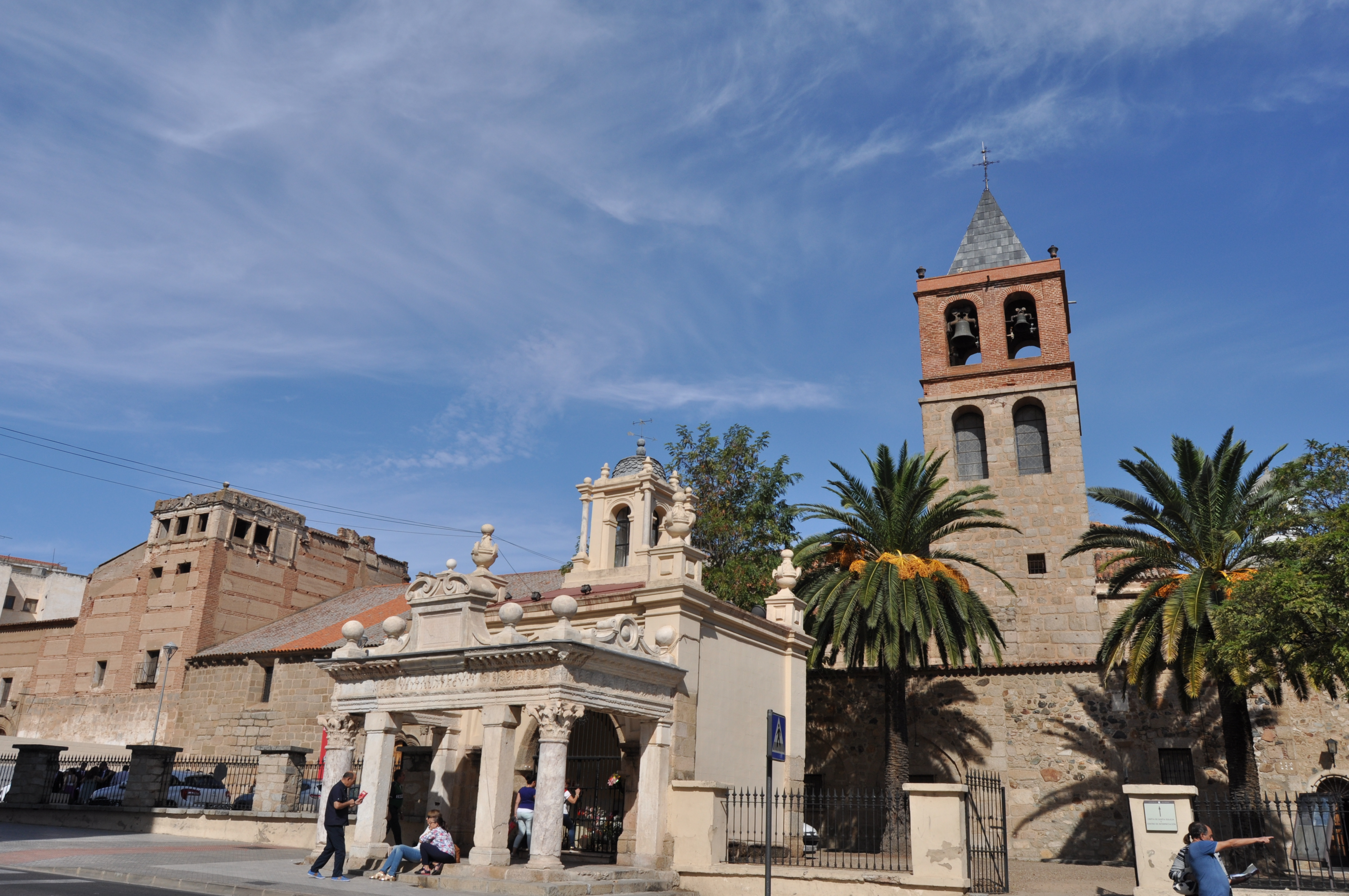
Basilika Santa Eulalia

Die Basilika Santa Eulalia ist eine römisch-katholische Kirche in Mérida, Hauptstadt der spanischen Extremadura. Die Pfarr- und Wallfahrtskirche des Erzbistums Mérida-Badajoz trägt den Titel einer Basilica minor und ist Eulalia von Mérida gewidmet. Sie wurde zunächst in spätrömischer Zeit im 4. Jahrhundert erbaut und nach der Reconquista im 13. Jahrhundert neu errichtet.

## Geschichte

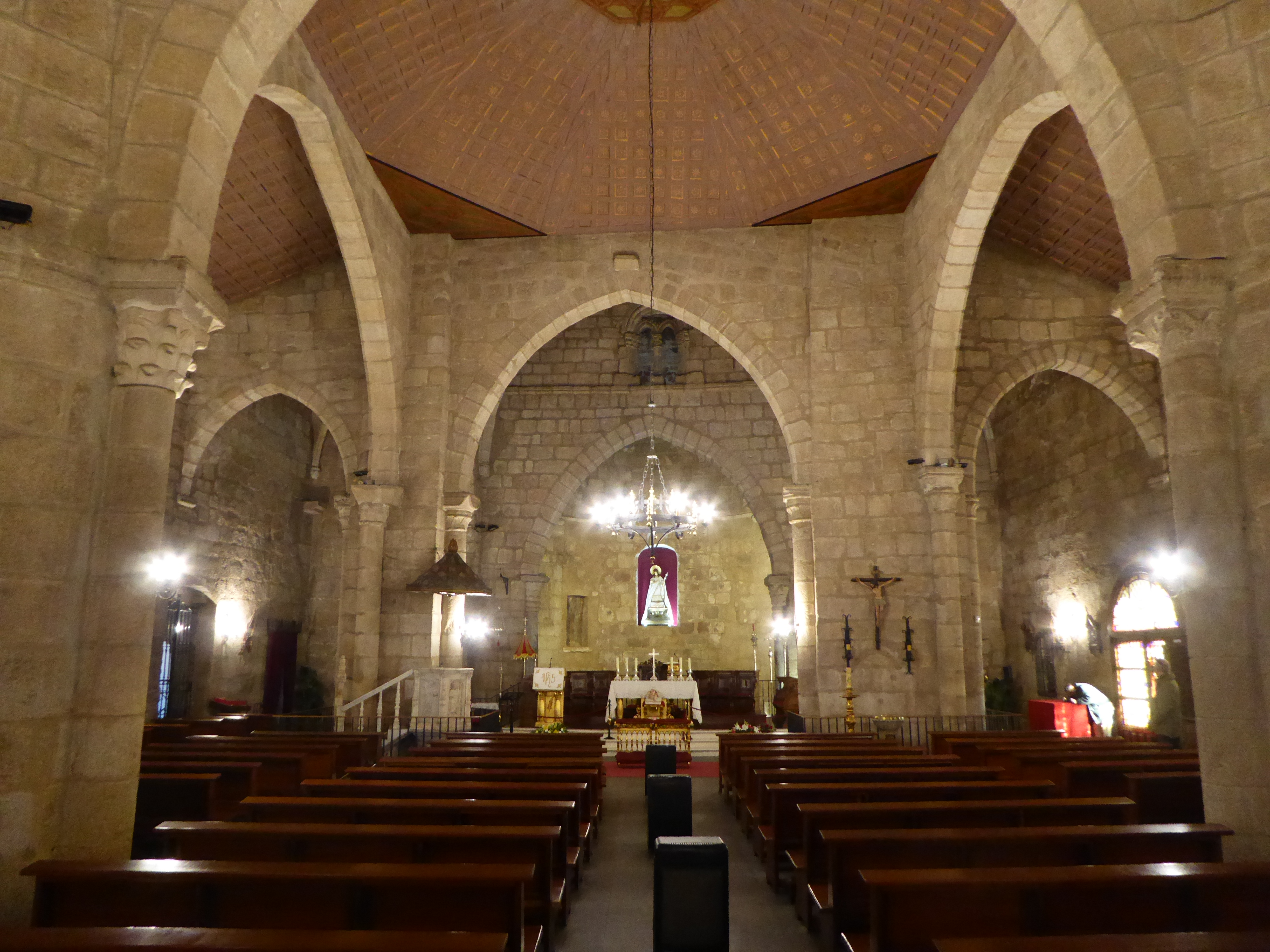
Innenraum

Die Kirche gilt als wichtige Keimzelle für die Entstehung des Christentums auf der Iberischen Halbinsel und war Forschern zufolge das erste christliche Gotteshaus, das nach Konstantinischen Wende in Hispanien errichtet wurde; diese Kirche wurde als Märtyrerbasilika zum Gedenken an Eulalia von Mérida erbaut und entwickelte sich im frühen Mittelalter zu einem Wallfahrtsort für Westeuropa und Nordafrika; ihre Verehrung führte zu zahlreichen Kirchenpatrozinien in Westeuropa, die mit Reliquien aus Mérida ausgestattet wurden.
Die Kirche wurde im 4. Jahrhundert außerhalb der Stadtmauern über dem Grabhügel von Santa Eulalia und in der Nähe des Ortes errichtet wurde, an dem der Überlieferung nach die Märtyrerin geopfert wurde. Die Kirche wurde mit reichen Marmor- und Mosaikböden und vergoldeten Kassettendecken ausgestattet, die der Dichter Prudentius lobte, von denen aber nach der maurischen Invasion nichts erhalten blieb. Die frühchristlich-westgotischen Basilikareste sowie die umgebende Nekropole wurden bei Grabungen in den 1990er Jahren entdeckt und sind als Krypta zugänglich.
Die heutige Kirche wurde im 13. Jahrhundert nach der Rückeroberung von Mérida durch Alfons IX. und dem Santiagoorden als Kapitelkirche neu errichtet. Sie erhielt denselben Grundriss wie die ursprüngliche Basilika, die Apsis sowie einige Materialien wurden wiederverwendet. Sie ist das einzige vollständig mittelalterliche Bauwerk, das in der Hauptstadt Extremaduras zu finden ist. Sie gehörte bis zum Ende des 19. Jahrhunderts zum Patrimoni Petri, d. h. zum Vermögen des Heiligen Stuhls. Papst Franziskus erhob die Kirche 2014 in den Rang einer Basilica minor.

## Architektur

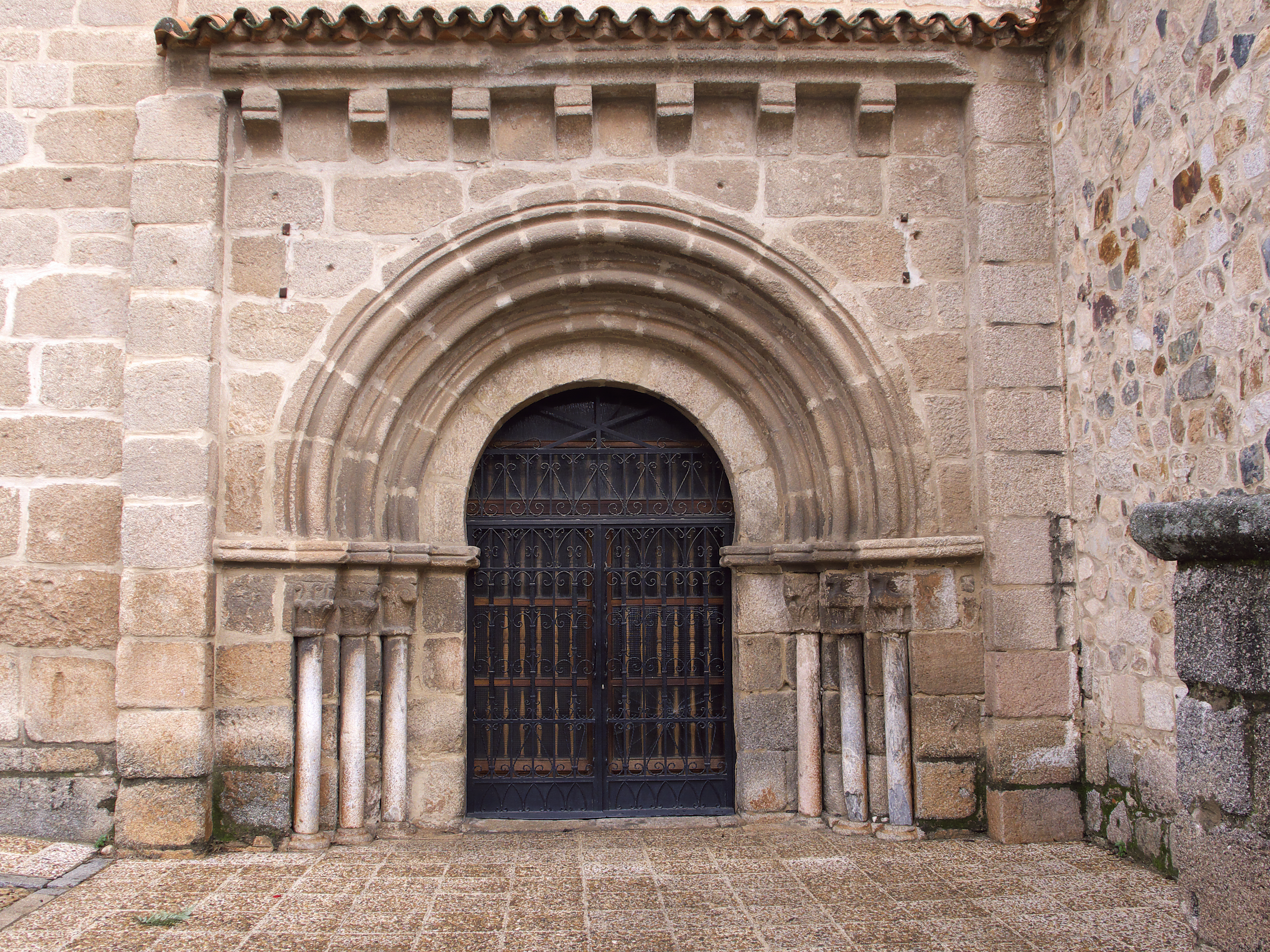
Romanisches Portal

Die Eulaliakirche hat einen basilikalen Grundriss mit drei Kirchenschiffen, die in drei halbkreisförmigen Apsiden enden. Hervorzuheben sind das rechte Portal der Fassade im romanischen Stil, der in der Extremadura selten ist und in dem sich bereits gotische Einflüsse abzuzeichnen beginnen. Es ist mit einem Hufeisenbogen ausgeführt, an dem Archivolten und Säulen mit Kapitellen befestigt waren, die mit Pflanzenmotiven und Vögeln verziert waren. Weiter links öffnet sich ein dreilappiges Portal. Auf der Südostecke erhebt sich ein quadratischer Kirchturm.

## Ausstattung
Besonders hervorzuheben sind die Seitenkapellen des Hauptaltars und die Kassettendecke, die Teile der Gewölbe bedeckt, die angedeutete Vierung wird von einem Sterngewölbe überspannt. Bemerkenswert sind die Kapitelle und Säulen, von denen einige aus der westgotischen Kirche stammen.

## Kapelle El Hornito
Vor der Basilika befindet sich der berühmte El Hornito. Es handelt sich um ein ursprünglich gotisches Oratorium, das ein Bildnis der Heiligen beherbergt und an den Ofen erinnert, in dem sie während ihres Martyriums verbrannt wurde. Im 17. Jahrhundert wurde die Kapelle renoviert und mit in der Stadt gefundenen Spolien dekoriert, die einem dem Gott Mars geweihten Tempel entstammen. Seitdem hat sie ein völlig barockes Aussehen angenommen. Die Votivkapelle ermöglicht den Pilgern zu jeder Tageszeit die Verehrung der Heiligen, ohne die Basilika betreten zu müssen.